# 1776 w polityce

John Trumbull, Podpisanie "Deklaracji niepodległości"

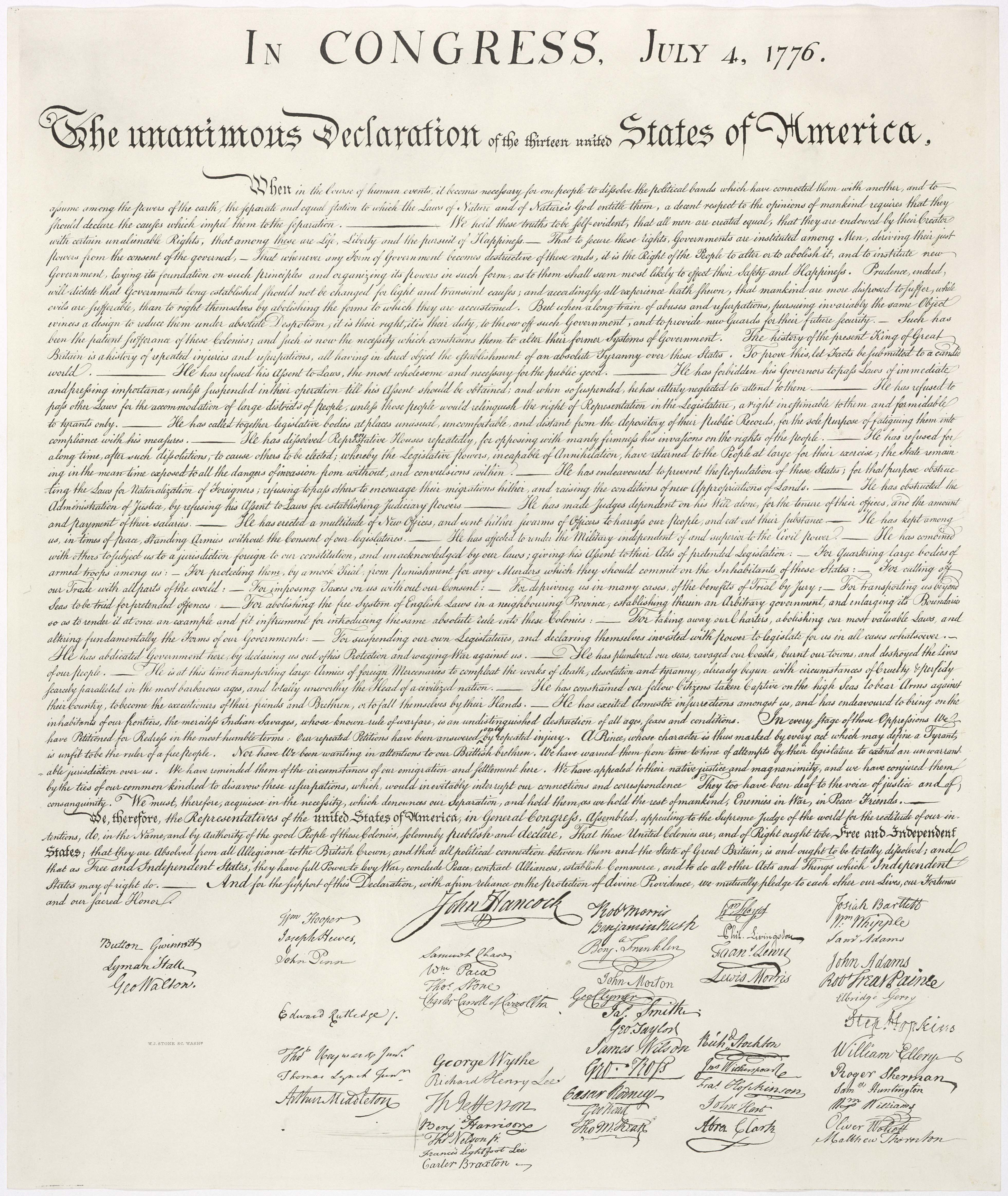
Deklaracja niepodległości Stanów Zjednoczonych

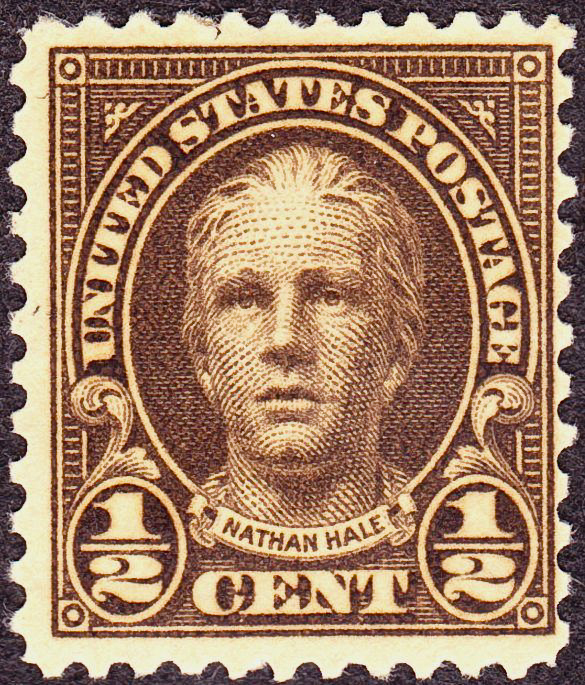
Nathan Hale

Wydarzenia polityczne w 1776 roku.

## Wydarzenia
- 4 lipca Uchwalenie Deklaracji niepodległości Stanów Zjednoczonych[1].

## Zmarli
- 22 września Nathan Hale, kapitan, bohater Stanów Zjednoczonych[2].